# Symphony in X Major
«Symphony In X Major» es el primer sencillo lanzado del cuarto álbum de estudio del rapero Xzibit, Man vs. Machine. Cuenta con la colaboración de Dr. Dre y producción de Rick Rock. Un video musical fue filmado para la canción, dirigido por Joe Hahn de Linkin Park. Alcanzó la posición 43 en la lista Australian singles chart.

## Posición en las listas musicales
| Listas                   | Mejor posición |
| ------------------------ | -------------- |
| Australian Singles Chart | # 43           |